# Транспортная безопасность
Тра́нспортная безопа́сность — состояние защищённости объектов транспортной инфраструктуры и транспортных средств от актов незаконного вмешательства, при этом под актом незаконного вмешательства (АНВ) считается противоправное действие или бездействие, в том числе террористический акт, угрожающее безопасной деятельности транспортного комплекса, повлёкшее за собой причинение вреда жизни и здоровью людей, материальный ущерб либо создавшее угрозу наступления таких последствий.

## Общая характеристика и правовое регулирование
Транспортная безопасность как совокупность нормативно-правовых актов, комплекс мер по защите пассажиров, багажа и грузов распространяется на всю транспортную систему, но имеет для каждого вида транспорта свои особенности.
В транспортную безопасность входят авиационная безопасность, транспортная безопасность на железнодорожном транспорте и метрополитенах, транспортная безопасность на морском и речном транспорте
Для правового регулирования во многих странах приняты соответствующие законодательные акты:
- Закон об авиационной и транспортной безопасности[англ.] (США) принят 19 ноября 2001 года
- Закон о железной дороге и транспортной безопасности[англ.] (Великобритания) от 2003 года
- Федеральный закон «О транспортной безопасности» (Россия) от 09.02.2007 № 16-ФЗ

Кроме того, по некоторым видам транспорта существуют межгосударственные и межправительственные соглашения затрагивающие вопросы транспортной безопасности.
Международной морской организацией ИМО (англ. International Maritime Organization, IMO) разработан и принят Международный кодекс по охране судов и портовых средств дающий рекомендации об организации обеспечения транспортной безопасности при выполнении международных морских перевозок.
Для обеспечения авиационной безопасности Международной организацией гражданской авиации (ИКАО от англ.  ICAO — International Civil Aviation Organization) принято «Приложение 17 к Конвенции о международной гражданской авиации»

## Силы по обеспечению транспортной безопасности
Силы обеспечения транспортной безопасности — лица, ответственные за обеспечение транспортной безопасности в субъекте транспортной инфраструктуры, на объекте транспортной инфраструктуры, транспортном средстве, включая персонал субъекта транспортной инфраструктуры или подразделения транспортной безопасности, непосредственно связанный с обеспечением транспортной безопасности объектов транспортной инфраструктуры или транспортных средств.
В разных странах различный подход к организации обеспечения транспортной безопасности и разнообразные формы сил обеспечения транспортной безопасности.

### Соединённые Штаты Америки
После террористических актов 11 сентября 2001 года в рамках исполнения «Закона об авиационной и транспортной безопасности» в США была создана Администрация транспортной безопасности (англ. Transportation Security Administration (TSA)).
Организации была поручена разработка политики безопасности американской транспортной системы. В состав TSA входят около 60 000 сотрудников службы безопасности, инспекторов, воздушных маршалов и менеджеров, которые защищают транспортные системы страны, проверяя наличие взрывчатых веществ на контрольно-пропускных пунктах в аэропортах, осматривая железнодорожные вагоны, патрулируя метро с партнерами из правоохранительных органов и работая над обеспечением безопасности всех видов транспорта.
Так же не исключено привлечение в качестве сил обеспечения транспортной безопасности и частные организации, но такие организации должны получить одобрение TSA и выполнять процедуры TSA.

### Великобритания
В Великобритании основной государственной структурой занимающейся обеспечением транспортной безопасностью является Британская транспортная полиция (англ. The British Transport Police (BTP)).BTP контролирует железные дороги Великобритании, предоставляя услуги операторам железной дороги, их персоналу и пассажирам по всей стране. Также обеспечивает безопасность в Лондонском метро, в метро Глазго, в легком Доклендском метро, а также некоторые трамвайные системы и несколько аэропортов и авиакомпаний.
Обеспечением транспортной безопасности в большинстве аэропортов Великобритании занимаются Полицейские службы аэропорта в Соединенном Королевстве (англ. Airport policing in the United Kingdom). В январе 2010 года вступила в силу новая «Система планирования безопасности аэропортов» которая объединила операторов аэропортов, авиакомпании и полицейские силы для разработки совместных планов обеспечения безопасности и охраны во всех пассажирских аэропортах. Система была разработана по поручению Министерства транспорта Великобритании (Департамент транспорта (англ. The Department for Transport (DfT))) и Министерства внутренних дел (Хо́ум-о́фис (англ. Home Office (HO))).
44 аэропорта Соединенного Королевства охвачены «Системой планирования безопасности аэропортов».

### Россия
В Российской Федерации во исполнение Федерального закона от 9 февраля 2007 г. № 16-ФЗ «О транспортной безопасности» принят ряд Постановлений Правительства по различным видам транспорта, а также приказы Министерства транспорта, МВД и ФСБ, устанавливающие нормативно-правовую основу для формирования и деятельности сил, обеспечивающих транспортную безопасность.
В качестве сил, обеспечивающих транспортную безопасность, используются:
- Подразделения ведомственной охраны федеральных органов исполнительной власти в области транспорта:
  - ФГП «Ведомственная охрана железнодорожного транспорта Российской Федерации»[6];
  - ФГУП «Управление ведомственной охраны Министерства транспорта Российской Федерации».
- ФГУП «ОХРАНА» Росгвардии — аккредитовано в качестве подразделения транспортной безопасности для защиты объектов транспортной инфраструктуры и транспортных средств в области морского и внутреннего водного транспорта[7].
- Служба авиационной безопасности — созданной в исполнении Воздушного кодекса РФ, «Приложение 17 к Конвенции о международной гражданской авиации», Федерального закона «О транспортной безопасности».
- Подразделения транспортной безопасности, непосредственно обеспечивающие транспортную безопасность объектов транспортной инфраструктуры или транспортных средств ФГУП «Росморпорт».
- Подразделения транспортной безопасности созданные в субъектах транспортной инфраструктуры (например: Подразделение транспортной безопасности Службы безопасности Московского метрополитена(ПТБ СБ), в ОАО «Российские железные дороги» — дочерняя структура ООО «РЖД-Транспортная безопасность»[8]

Силы, обеспечивающие транспортную безопасность обязательно проходят специальную подготовку и аттестацию.
Контроль и надзор за соблюдением законодательства Российской Федерации, в том числе международных договоров в сфере гражданской авиации, морского (включая морские порты), внутреннего водного, железнодорожного транспорта, автомобильного и городского наземного электрического транспорта (кроме вопросов безопасности дорожного движения), дорожного хозяйства, на метрополитене, в части обеспечения транспортной безопасности осуществляет Ространснадзор

«В системе мер обеспечения транспортной безопасности, подразделения транспортной безопасности являются ключевыми элементами. Эти подразделения должны быть сформированы из числа подготовленных и аттестованных работников, обладающих необходимыми знаниями, навыками, профессиональными качествами, позволяющими с высокой степенью готовности выполнять задачи по защите объектов транспорта от актов незаконного вмешательства».
— Захряпин Н.Ю. Заместитель Министра транспорта РФ